# Музей Эдо-Токио
Музей Эдо-Токио (яп. 江戸東京博物館 Эдо-То:кё: хакубуцукан) посвящён истории города Эдо, который в эпоху Мэйдзи был переименован в Токио. Музей был открыт 28 марта 1993 года, он расположен в Токио, в районе Рёгоку, неподалёку от Национального стадиона сумо «Рёгоку Кокугикан». Дизайн здания напоминает старинный склад, его высота составляет 62,2 метра, что совпадает с высотой древнего замка Эдо. На пятом и шестом этажах расположена постоянная экспозиция музея, на первом этаже ― залы для плановых экспозиций.

## Экспозиция музея
Здание было спроектировано архитектором Киёнори Кикутакэ и имеет стальную конструкцию, состоящую из семи надземных этажей и одного подземного. Высота надземной части соответствует высоте замковой башни замка Эдо. Здание имеет уникальную конструкцию, опирающуюся на сваи. После постройки возникла критика, что здание не вписывается в пейзаж центра Токио.
Музей знакомит с историей города с самого момента его основания в 1590 году сёгуном Токугавой Иэясу и до наших дней. Постоянная экспозиция включает две зоны: история Эдо и история Токио.
В зону истории Эдо посетители попадают по копии деревянного моста Нихонбаси, от которого в древности отсчитывались все расстояния в Японии. Мост Нихонбаси был построен в 1604 году в Эдо как начало пяти дорог: Токайдо, Накасэндо, Никко, Оосю и Кюсю. Также в музее представлены полномасштабные копии театра кабуки, дома горожан, макеты города в разные эпохи, свыше 2500 подлинных манускриптов, свитков, кимоно, карт и многое другое. Экспонаты снабжены пояснениями на японском и английском языках, среди них есть и интерактивные. Выставка освещает различные аспекты жизни Эдо: торговлю, ремесла, популярные виды спорта, жизнь знати.
В зоне истории Токио представлены экспонаты, начиная с конца XIX века: технические новинки, модернизация города в эпоху Мэйдзи, влияние европейского мира на традиционную культуру, великое землетрясение Канто, Вторая мировая война, первые достижения японской электроники конца 1950-х годов.

## Галерея

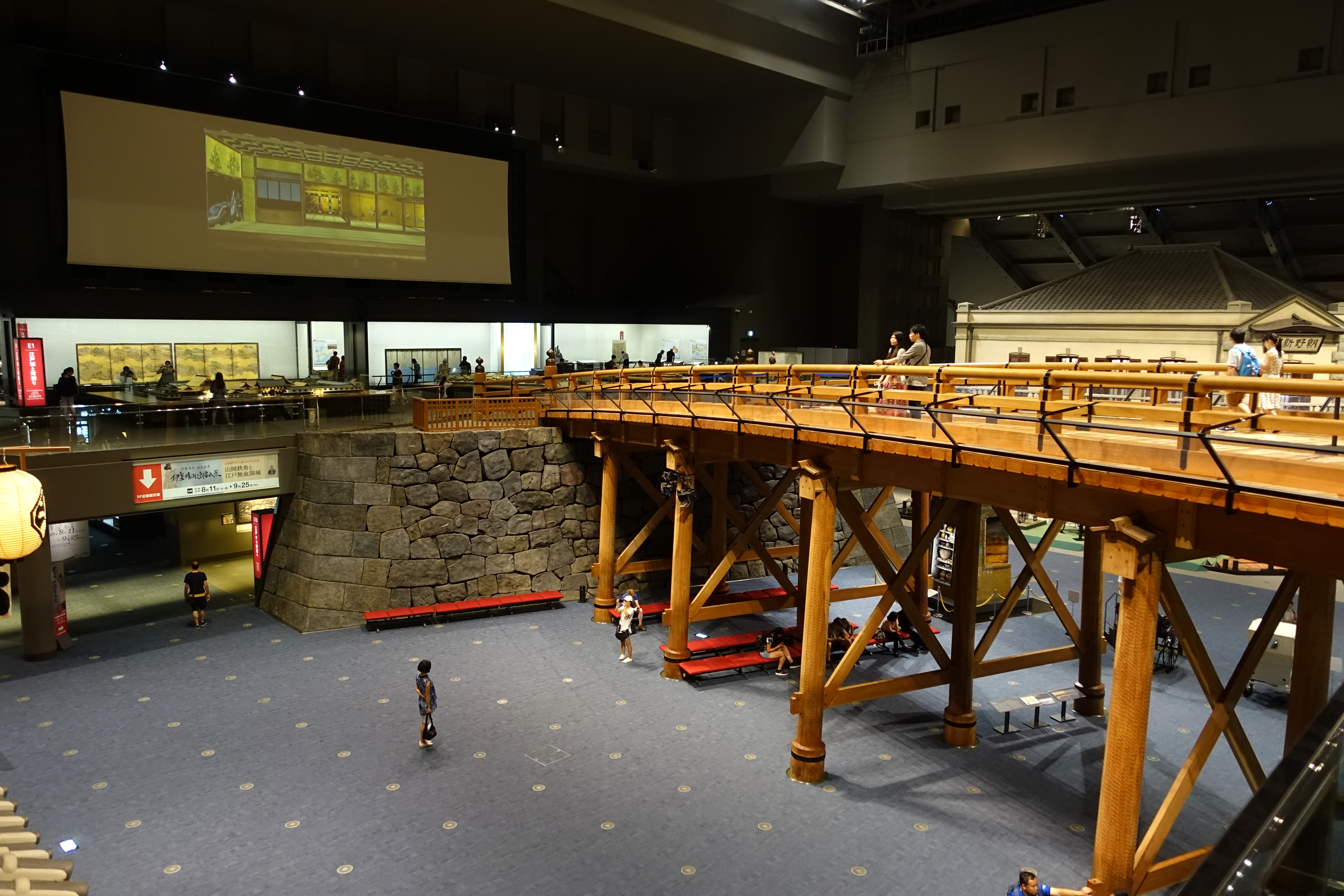
Копия моста Нихонбаси
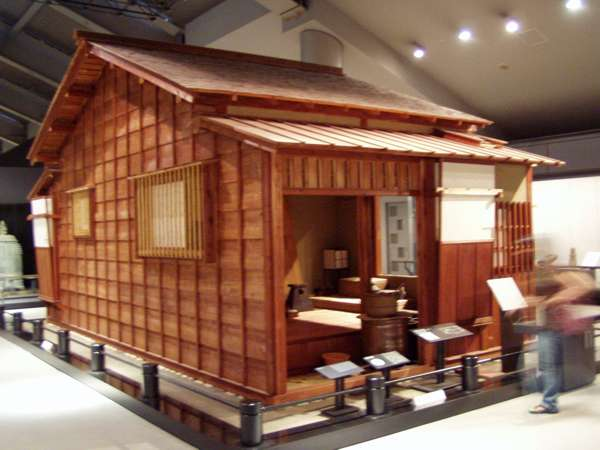
Типичный дом периода Эдо
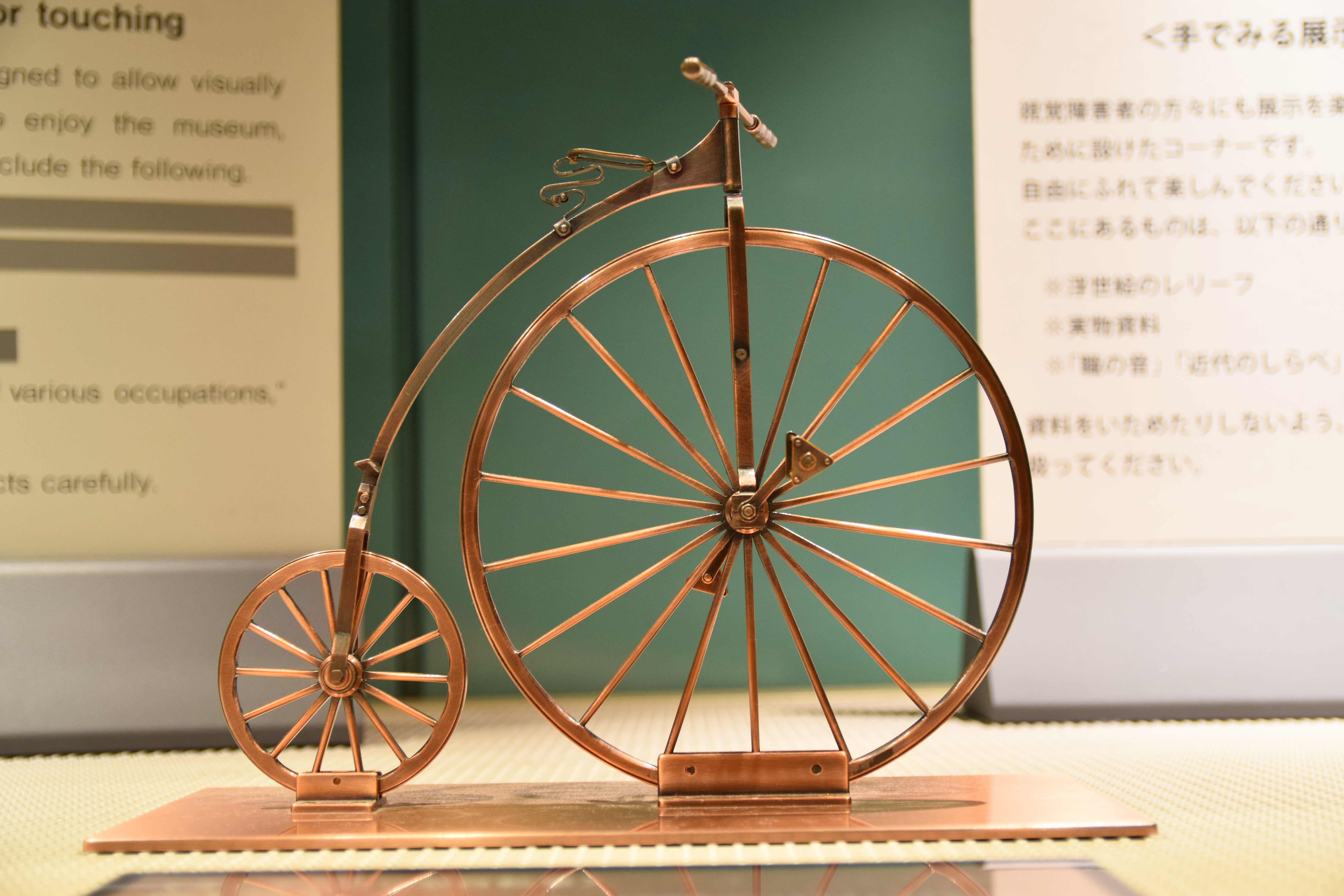
Велосипед (XIX век)